# خاله رورو
خاله رورو نام نمایشنامه‌ای است که به صورت عامیانه و غیر حرفه‌ای در منازل و مجالس زنانه اجرا می‌شده‌است. داستان نمایش دربارهٔ دختری است که به یکی از جوانان محله دل می‌بندد. از وی آبستن می‌شود و با وی ازدواج می‌کند. همسرش پس از مدت کوتاهی وی را ترک می‌کند. او میهمانی‌ای ترتیب می‌دهد و شکم برآمده وی راز او را برملا می‌کند. نکته جالب و بدیع در این نمایش این است که بدون آنکه پرده تعویض شود، هر نشست و برخاست، نشانگر گذشت مدت زمانی برابر یک ماه است.